# Peromyia perpusilla
Peromyia perpusilla är en tvåvingeart som först beskrevs av Johannes Winnertz 1870.  Peromyia perpusilla ingår i släktet Peromyia och familjen gallmyggor. Arten är reproducerande i Sverige. Inga underarter finns listade i Catalogue of Life.